# (200020) Cadi Ayyad
Pour les articles homonymes, voir Cadi (homonymie).
(200020) Cadi Ayyad est un astéroïde de la ceinture principale.

## Description
(200020) Cadi Ayyad est un astéroïde de la ceinture principale. Il fut découvert le 14 juillet 2007 à Dauban par Claudine Rinner. Il présente une orbite caractérisée par un demi-grand axe de 3,19 UA, une excentricité de 0,10 et une inclinaison de 17,4° par rapport à l'écliptique.
Il est nommé d'après l'Université Cadi Ayyad.

## Compléments